# St. Niklaus Dorf

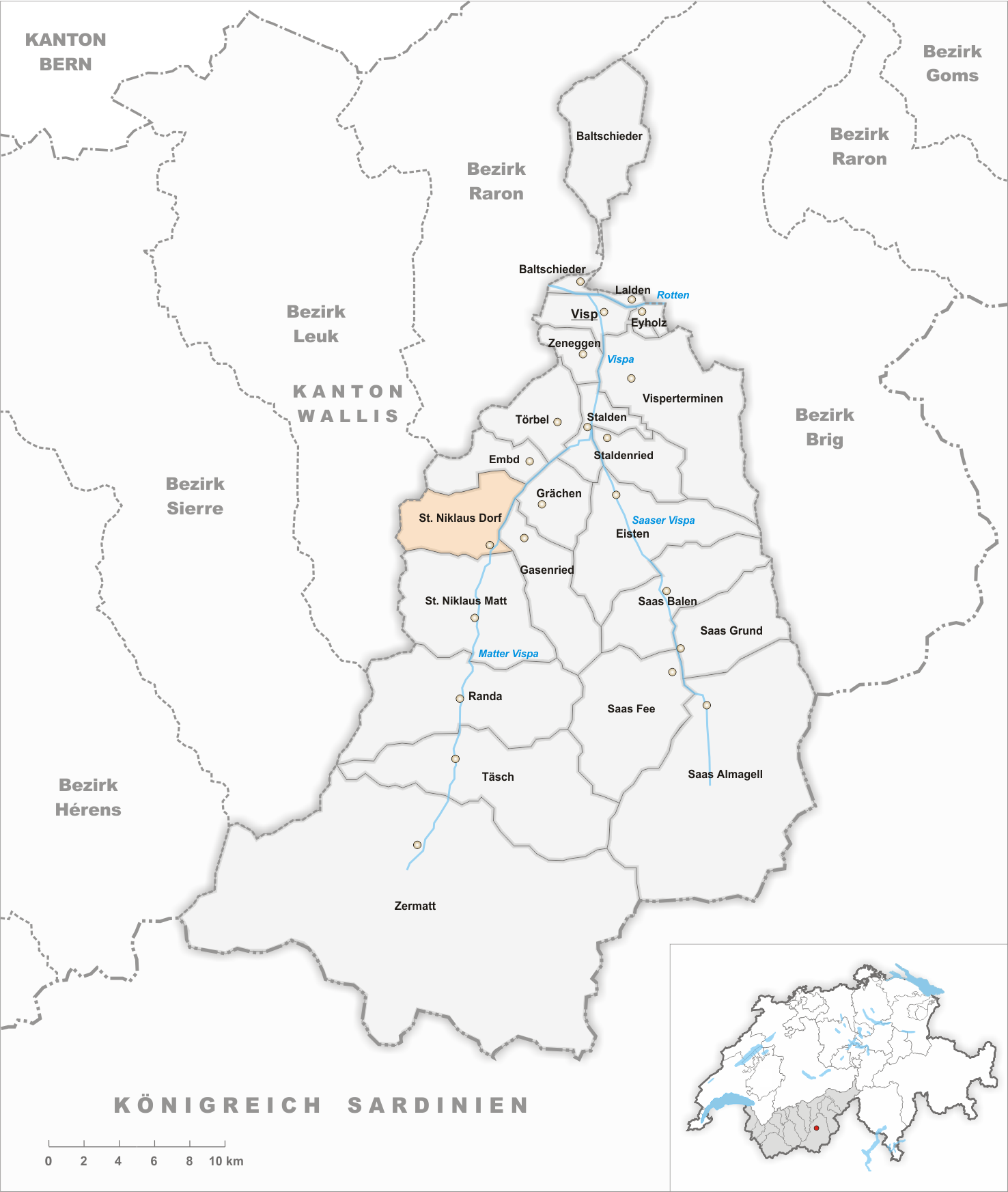
Gemeindestand vor der Fusion am 1. Januar 1866

St. Niklaus Dorf war eine selbstständige politische Gemeinde im Kanton Wallis, im Bezirk Visp in der Schweiz. 1866 fusionierte St. Niklaus Dorf zusammen mit St. Niklaus Matt zur neuen Gemeinde St. Niklaus.